# 徐世澄
徐世澄（1942年5月9日—），上海人，中国社会科学院拉丁美洲研究所研究员，中国社会科学院荣誉学部委员。

## 荣誉

### 外国勋章奖章
- 一等弗朗西斯科·德米兰达勋章（委内瑞拉，2021年4月19日于北京颁发[2]）